# Tropea
Tropea (Trupèa in calabrese) è un comune italiano di 5 633 abitanti della provincia di Vibo Valentia in Calabria.
Affacciata sul Mar Tirreno, nella parte occidentale del promontorio del Poro ed al centro della Costa degli Dei, il suo centro storico è situato su una ripida rupe alta all'incirca 60 metri a strapiombo sul mare.
Noto centro turistico e balneare, fa parte del circuito de I borghi più belli d'Italia e per la qualità delle sue acque ha ottenuto il riconoscimento di bandiera blu da parte della Foundation for Environmental Education.

## Geografia fisica

### Territorio
La sua morfologia si divide in due parti: la parte superiore, dove si trova la popolazione e dove si svolge la vita quotidiana del paese, e una parte inferiore (chiamata "Marina"), che si trova a ridosso del mare e del porto di Tropea.
Tra le zone periferiche, vi sono le località "Carmine" e "Campo" (divisa a sua volta in "Campo di sopra", prevalentemente occupato da orti e campagne con qualche zona residenziale, e "Campo di Sotto", dove hanno sede la caserma dei carabinieri e l'ospedale).
La parte superiore è costruita su una roccia a picco sul mare, con un'altezza che varia da circa 50 a 61 metri s.l.m. nel punto più alto.
L'abitato storico era un tempo cinto di mura e incastellato su un lato; vi si poteva accedere solo attraverso delle porte provviste di sistemi di difesa.
Con una superficie territoriale di 3,66 km², Tropea è il secondo comune meno esteso della Calabria, preceduto da Piane Crati.

### Clima
In base alla media trentennale di riferimento 1961-1990, la temperatura media dei mesi più freddi, gennaio e febbraio, si attesta a +10,5 °C; del mese più caldo, agosto, è di +24,9 °C.
Le precipitazioni medie annue si aggirano sui 900 mm e si distribuiscono in media 78 giorni, con un prolungato minimo estivo e picco accentuato in autunno-inverno
.
| Tropea              | Mesi | Mesi | Mesi | Mesi | Mesi | Mesi | Mesi | Mesi | Mesi | Mesi | Mesi | Mesi | Stagioni | Stagioni | Stagioni | Stagioni | Anno |
| Tropea              | Gen  | Feb  | Mar  | Apr  | Mag  | Giu  | Lug  | Ago  | Set  | Ott  | Nov  | Dic  | Inv      | Pri      | Est      | Aut      | Anno |
| ------------------- | ---- | ---- | ---- | ---- | ---- | ---- | ---- | ---- | ---- | ---- | ---- | ---- | -------- | -------- | -------- | -------- | ---- |
| T. max. media (°C)  | 15,4 | 15,5 | 17,9 | 21,0 | 24,8 | 28,7 | 31,4 | 32,0 | 29,4 | 25,8 | 21,6 | 18,2 | 16,4     | 21,2     | 30,7     | 25,6     | 23,5 |
| T. min. media (°C)  | 10,0 | 9,9  | 10,5 | 12,8 | 16,7 | 20,8 | 23,0 | 23,8 | 21,4 | 17,6 | 13,7 | 11,2 | 10,4     | 13,3     | 22,5     | 17,6     | 15,9 |
| Precipitazioni (mm) | 116  | 73   | 100  | 63   | 54   | 21   | 13   | 20   | 61   | 75   | 137  | 171  | 360      | 217      | 54       | 273      | 904  |
| Giorni di pioggia   | 11   | 8    | 11   | 7    | 4    | 2    | 1    | 2    | 4    | 7    | 9    | 12   | 31       | 22       | 5        | 20       | 78   |

## Origini del nome
Il nome deriva verosimilmente dal greco gr. τροπάια (πνοή) tropaia (pnoé) che significa "vento alterno". Si tratta di un vento che dal mare volge verso il continente. Nel dialetto calabrese, i vocaboli  "trupìa"  o simili, indicano temporali improvvisi estivi che sono causati da tale vento. 

## Storia

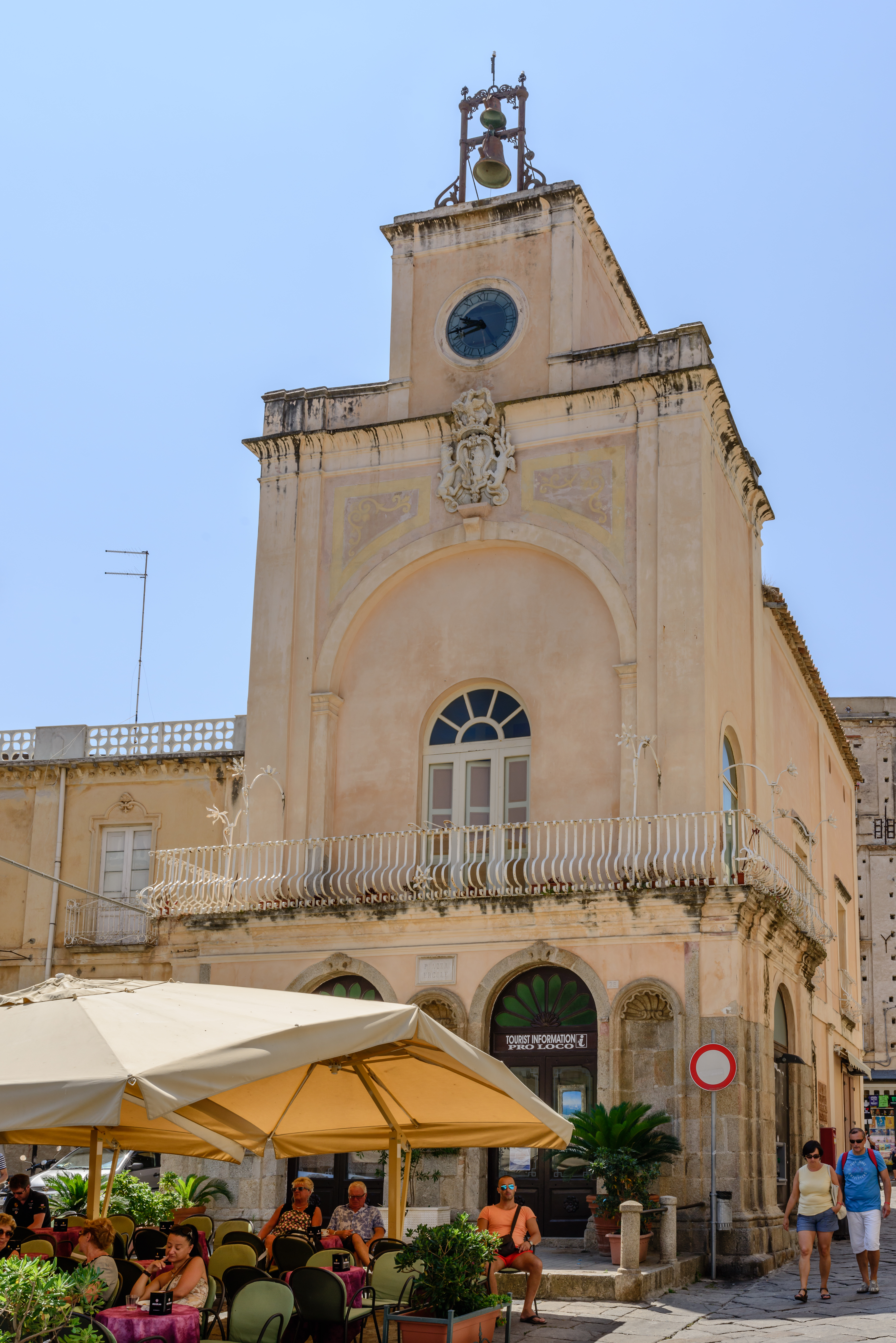
Sedile dei Nobili

La leggenda vuole il fondatore sia stato Ercole quando, di ritorno dalle Colonne d'Ercole (attuale Gibilterra), si fermò sulle coste del Sud Italia.
Nelle zone limitrofe sono state rinvenute tombe di origine magno-greca.
La storia di Tropea inizia in epoca romana, quando lungo la costa Sesto Pompeo sconfisse Cesare Ottaviano. A sud di Tropea i romani avevano costruito un porto commerciale, vicino all'attuale Santa Domenica, a Formicoli (toponimo derivato da una corruzione di Foro di Ercole), di cui parlano Plinio e Strabone.
Per la sua caratteristica posizione di terrazzo sul mare, Tropea ebbe un ruolo importante, sia in epoca romana (attestato dalla cava di granito che sorge a circa 2 km dall'abitato, nell'attuale comune di Parghelia) sia in epoca bizantina; molti sono i resti lasciati dal bizantini, come la chiesa sul promontorio o le mura cittadine (chiamate appunto "mura di Belisario").
Dopo un lungo assedio, la città fu strappata ai bizantini dai pirati arabi, per poi essere riconquistata dai Normanni, sotto i quali prosperò.
Tropea continuò a prosperare anche sotto il dominio degli Aragonesi.
Nel settembre 1943, durante la seconda guerra mondiale, dei caccia americani sganciarono 6 bombe sul centro abitato di Tropea, tutte e sei le bombe miracolosamente non esplosero, questo evento viene attribuito alla Madonna di Romania, patrona della città. Oggi due delle bombe inesplose sono esposte all'interno della cattedrale.

## Monumenti e luoghi d'interesse

### Concattedrale di Maria Santissima di Romania

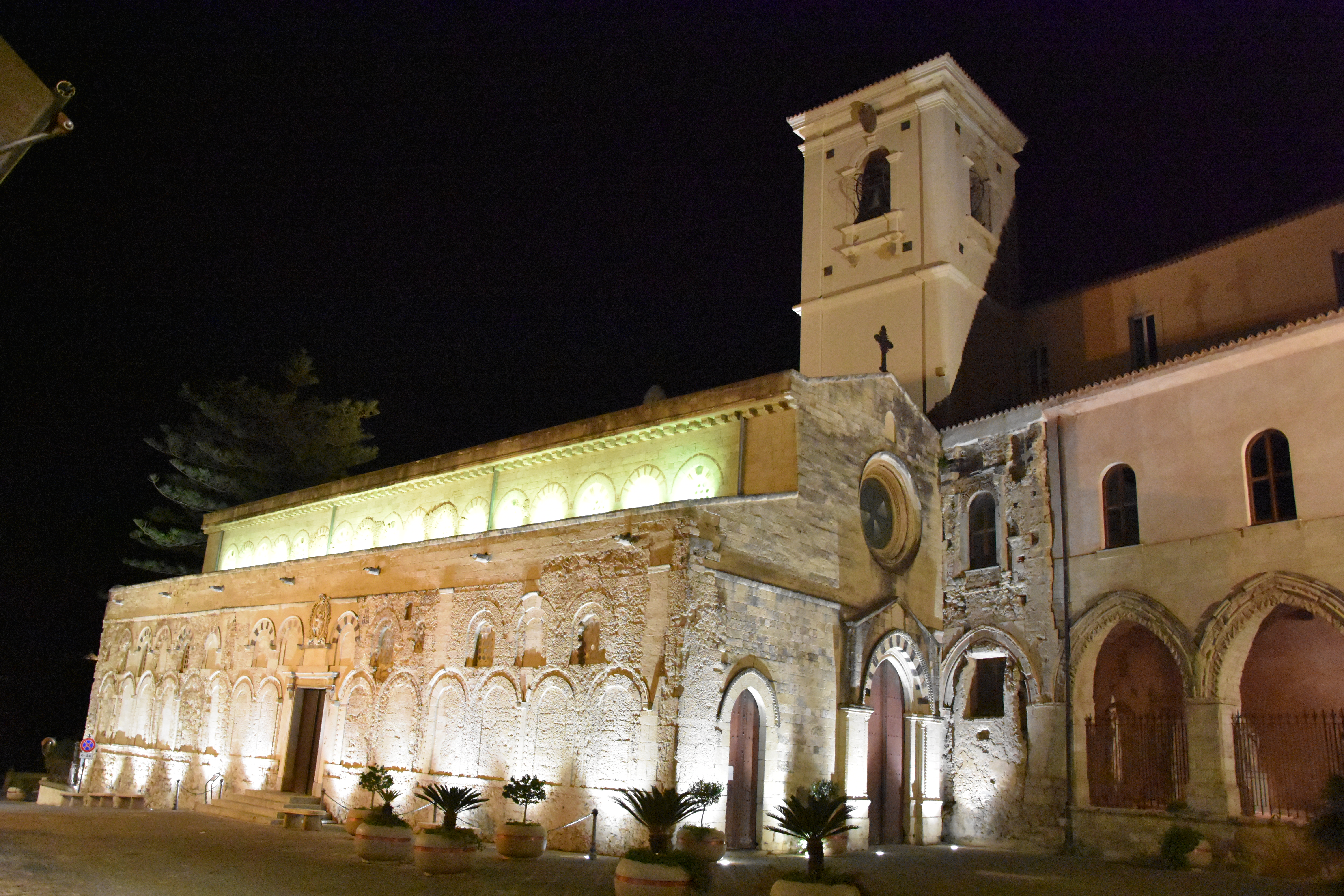
Concattedrale

La concattedrale di Tropea venne edificato nel XII secolo sotto la dominazione dei Normanni.
L'interno a stile romanico, a tre navate, ospita l'effigie della Vergine di Romania patrona della città; degno di nota è il crocifisso nero realizzato in Francia attorno al 1600. Le reliquie di Santa Domenica nata a Tropea e compatrona della città. La chiesa ospita inoltre le spoglie del filosofo Pasquale Galluppi e del beato Francesco Mottola.
Annesso all'edificio, negli antichi locali del vescovado, ha sede il museo diocesano contenente ori e argenti della cattedrale e numerose opere pittoriche, oltre a sculture, affreschi, manufatti, arredi e ritrovamenti archeologici.

#### Santuario di Santa Maria dell'Isola

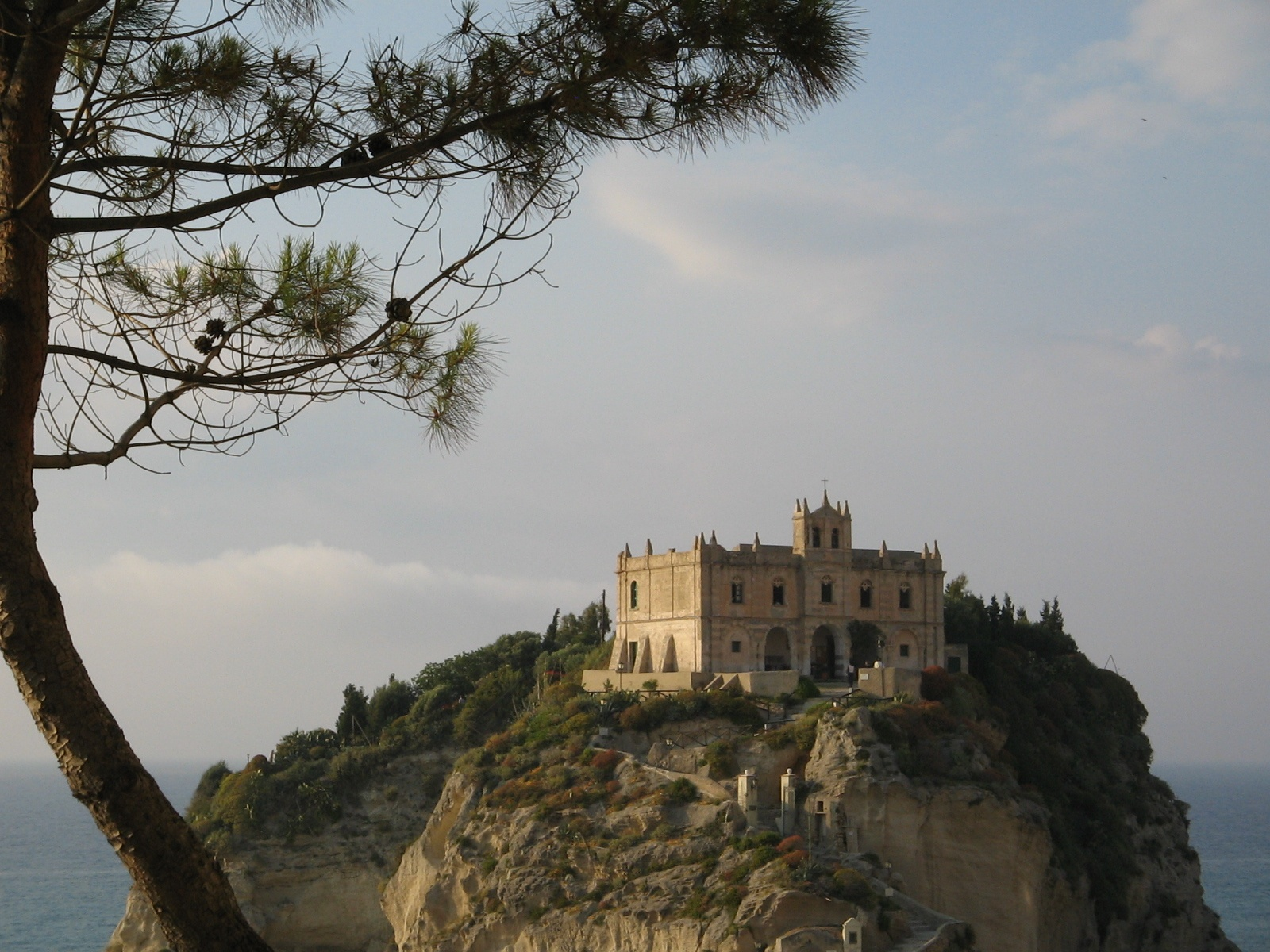
Santuario di Santa Maria dell'Isola

Situato su un promontorio che si staglia dal mare, un tempo separato dalla terraferma (da qui il toponimo isola), si ritiene che venne edificato nel VI secolo da alcuni monaci orientali come comunità eremitica dedicata a San Mena. Secoli dopo, i benedettini divennero proprietari della chiesa e sotto la loro direzione fu dedicato a Santa Maria del Presepe. Gravemente danneggiato dal sisma del 1905, il santuario venne rimaneggiato facendogli assumere l'aspetto che mantiene ancora oggi.

#### Chiesa del Gesù

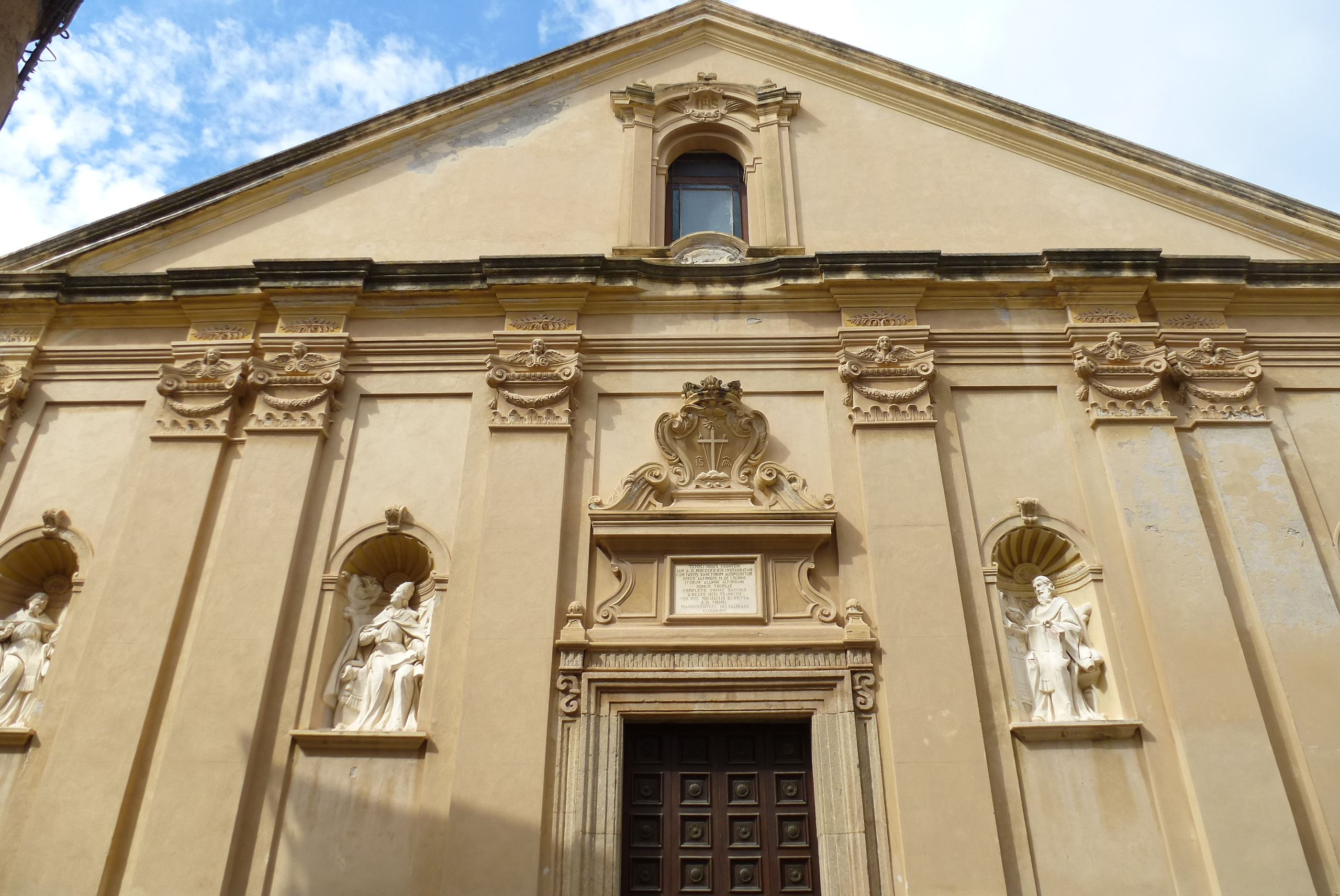
Chiesa del Gesù

La chiesa del Gesù sorge ove un tempo vi era l'antica cattedrale di rito greco-bizantino dedicata a San Nicola, demolita nel 1594 con l'avvento dei Gesuiti a causa delle sue condizioni precarie. La pianta della chiesa, a croce greca, ricalca ancora quella del precedente edificio.

#### Altre chiese

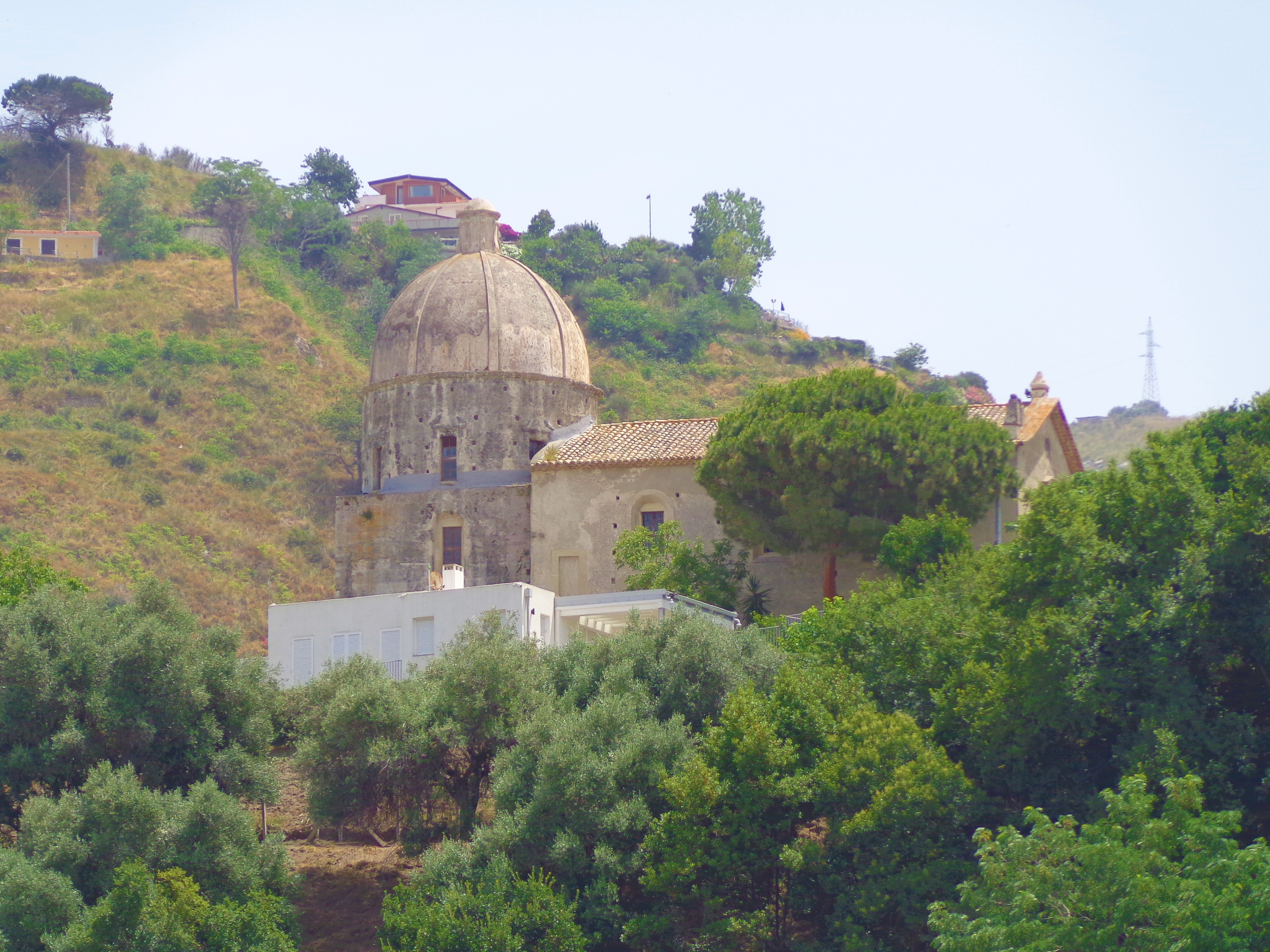
Chiesa della Michelizia

- Chiesa della Michelizia: intitolata alla Madonna della Neve, è situata poco fuori il centro urbano; è caratterizzata dalla grande cupola rinascimentale.
- Chiesa di San Francesco di Paola: fondata nel 1552, testimonia il passaggio a Tropea di San Francesco di Paola, che volle costruire fuori dalle mura della città una chiesa e un convento; degno di nota è l'elaborato portale in pietra.
- Oratorio di Santa Margherita: edificata come cappella funebre nel XIV secolo di notevole pregio, è oggetto di studi in quanto vi è raffigurato uno stemma non identificato riconducibile probabilmente a una casa regnante.

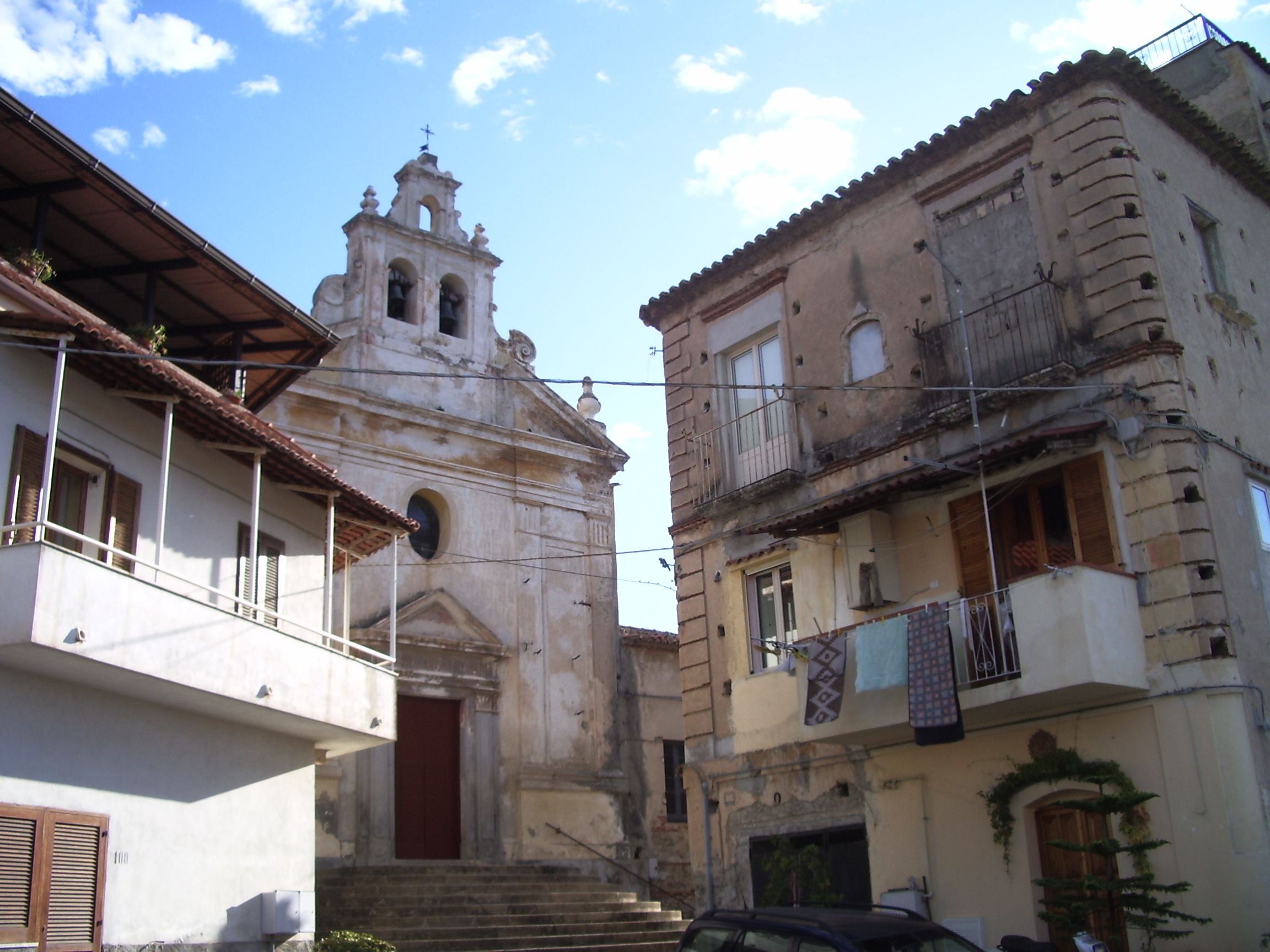
Chiesa del Carmine

- Chiesa del Carmine: edificata nel 1569 fuori dal centro città per generosa iniziativa del nobile tropeano Alessandro D'Aquino, fu affidata ai padri carmelitani; annesso alla chiesa vi era un convento, oggi non più esistente; rimaneggiata nel corso dei secoli, l'attuale facciata, con l'annessa scalinata, è di epoca settecentesca.
- Chiesa dell'Annunziata: costruita su volere dell'imperatore Carlo V nel 1521 lontano dal centro storico di Tropea. A una sola navata, custodisce un prezioso altare del cinquecento in marmi scuri e possiede un grande soffitto a cassettoni in stile rinascimentale.

### Architetture civili
Di notevole interesse è il centro storico della città, con molti palazzi nobiliari del XVIII e del XIX secolo, arroccati sulla rupe che strapiomba sulla spiaggia sottostante.
Degni di nota i "portali" dei palazzi, che rappresentavano le famiglie nobiliari; alcuni sono dotati di grosse cisterne scavate nella roccia, che servivano per accumulare il grano proveniente dal Monte Poro, che successivamente veniva caricato tramite condotte di terracotta sulle navi ormeggiate sotto la rupe di Tropea.
Un luogo divenuto il centro culturale cittadino è poi il complesso di Santa Chiara, recentemente restaurato; esso ospita una sala congressi nell'antica chiesa medievale, mentre le sale che furono un tempo parte del convento delle clarisse sono state destinate al Museo civico del mare.
Numerosi e caratteristici sono gli affacci a mare, chiamati anche villette, tra i quali spicca quello dei Sospiri, considerato uno degli affacci più belli d'Italia.

## Società

### Evoluzione demografica

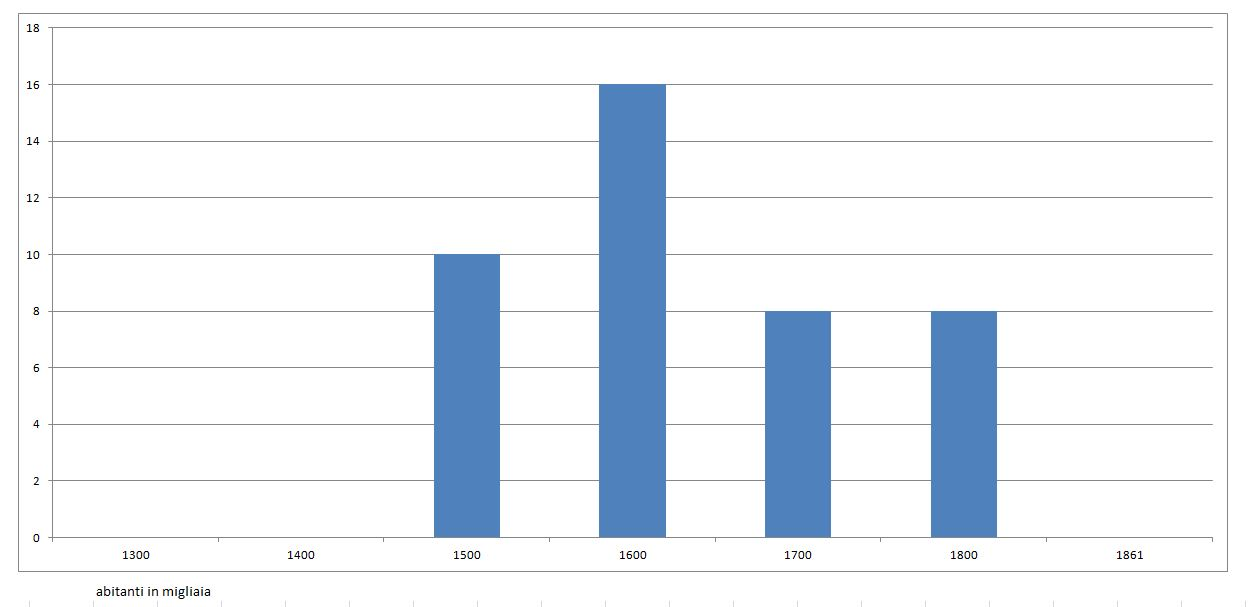
Evoluzione dal 1300 al 1861

Abitanti censiti

### Etnie e minoranze straniere
Secondo i dati ISTAT al 31 dicembre 2016 i cittadini stranieri residenti erano 377 persone (il 5,30% della popolazione).
Le nazionalità maggiormente rappresentate in base alla loro percentuale sul totale della popolazione residente erano:
- Romania 129 (2,03%)
- Ucraina 60 (0,94%)
- Polonia 34 (0,54%)
- Cina 24 (0,38%)

### Tradizioni e folclore
Il 21 marzo, in onore di San Giuseppe, viene celebrata una festa tradizionale con un pranzo offerto ai devoti. Il Venerdì Santo, all'imbrunire, si svolge la  processione del Cristo morto, che attraversa le vie della città.
Il 3 maggio si festeggia I tri da' Cruci. Questa festa commemora l'Invenzione della Santa Croce, giustificata dal fatto che, un tempo, all'inizio di via Umberto I, sorgeva un tempietto con tre croci. A fine serata la sagoma di un cammello, imbottito di fuochi d'artificio, balla al ritmo frenetico della carica tumbula.
Il 15 agosto in onore della festività dell'Assunta si svolge la processione in mare della Statua della Sacra Famiglia conservata nella chiesa sullo scoglio dell'isola.
Il 27 marzo e il 9 settembre si festeggia la santa patrona della città, Maria Santissima di Romania, con una processione che si snoda per le vie della cittadina.
Il 6 luglio si celebra Santa Domenica Martire Tropeana.

## Cultura
Musei
Museo del mare
Museo diocesano
Raccolta Privata Toraldo
Raccolta Privata Toraldo di Francia
Museo degli antichi mestieri
Museo della scienza e della tecnica
Biblioteca
Biblioteca comunale
Biblioteca Vescovile e archivio storico diocesano

### Media

#### Televisione
Nel dicembre 2005 su RaiUno è andata in onda la serie TV Gente di mare, girata a Tropea e interpretata da Lorenzo Crespi e Vanessa Gravina. Nel febbraio 2007 sono iniziate le riprese della seconda stagione.

### Eventi
Tropea è sede dell'omonimo premio letterario nazionale. Il comitato tecnico-scientifico del Premio Letterario Tropea si riunisce per selezionare mediante votazione i libri che parteciperanno alla fase finale del Premio; la giuria è composta da tutti i sindaci calabresi.
Nel mese di settembre nel centro storico di Tropea si svolge il Tropea Blues Festival, un festival di musica blues che per una settimana vede esibirsi decine di gruppi musicali.

## Economia

### Agricoltura

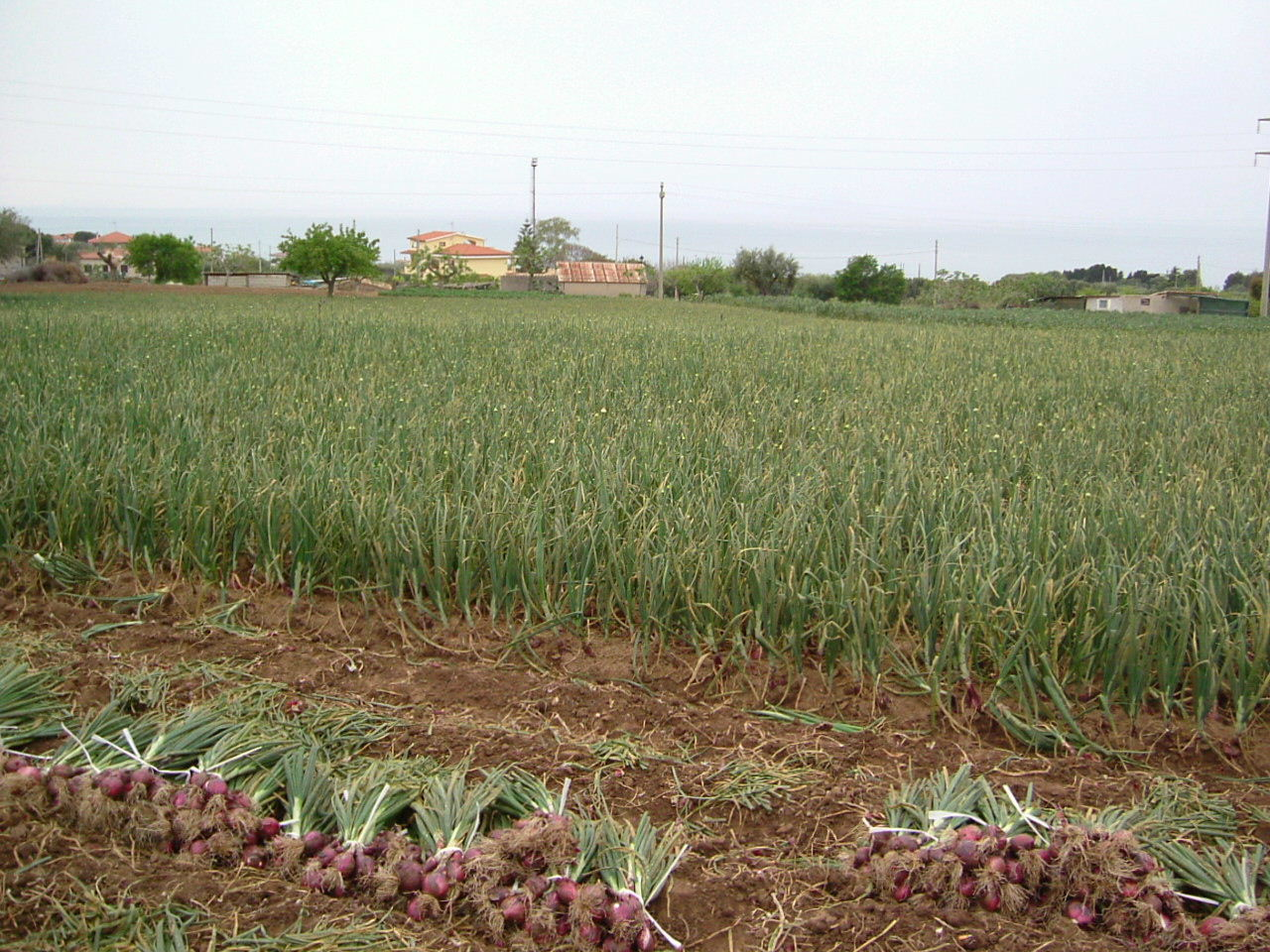
Piantagione di cipolla rossa

Rileva l'esportazione della cipolla rossa, più dolce rispetto alla bianca. Coltivata tra Nicotera, in provincia di Vibo Valentia, e Campora San Giovanni, nel comune di Amantea, in provincia di Cosenza, lungo la fascia tirrenica.
Il prodotto ha ricevuto il marchio IGP ed è tutelato da un consorzio riconosciuto dal Ministero delle politiche agricole alimentari e forestali.
Per molti anni, la produzione, la lavorazione e la commercializzazione della cipolla rossa di Tropea hanno rappresentato una delle attività economiche tra le più importanti per il territorio.

### Commercio
I negozi di Tropea vendono prodotti tipici e artigianali dei comuni limitrofi, tra cui la cipolla rossa, la 'nduja di Spilinga, il formaggio pecorino del Poro, l'olio extravergine d'oliva e vini. Offerti anche prodotti di artigianato locale, come i manufatti in terracotta ed i canestri, i cesti e le gerle in vimini.

### Turismo

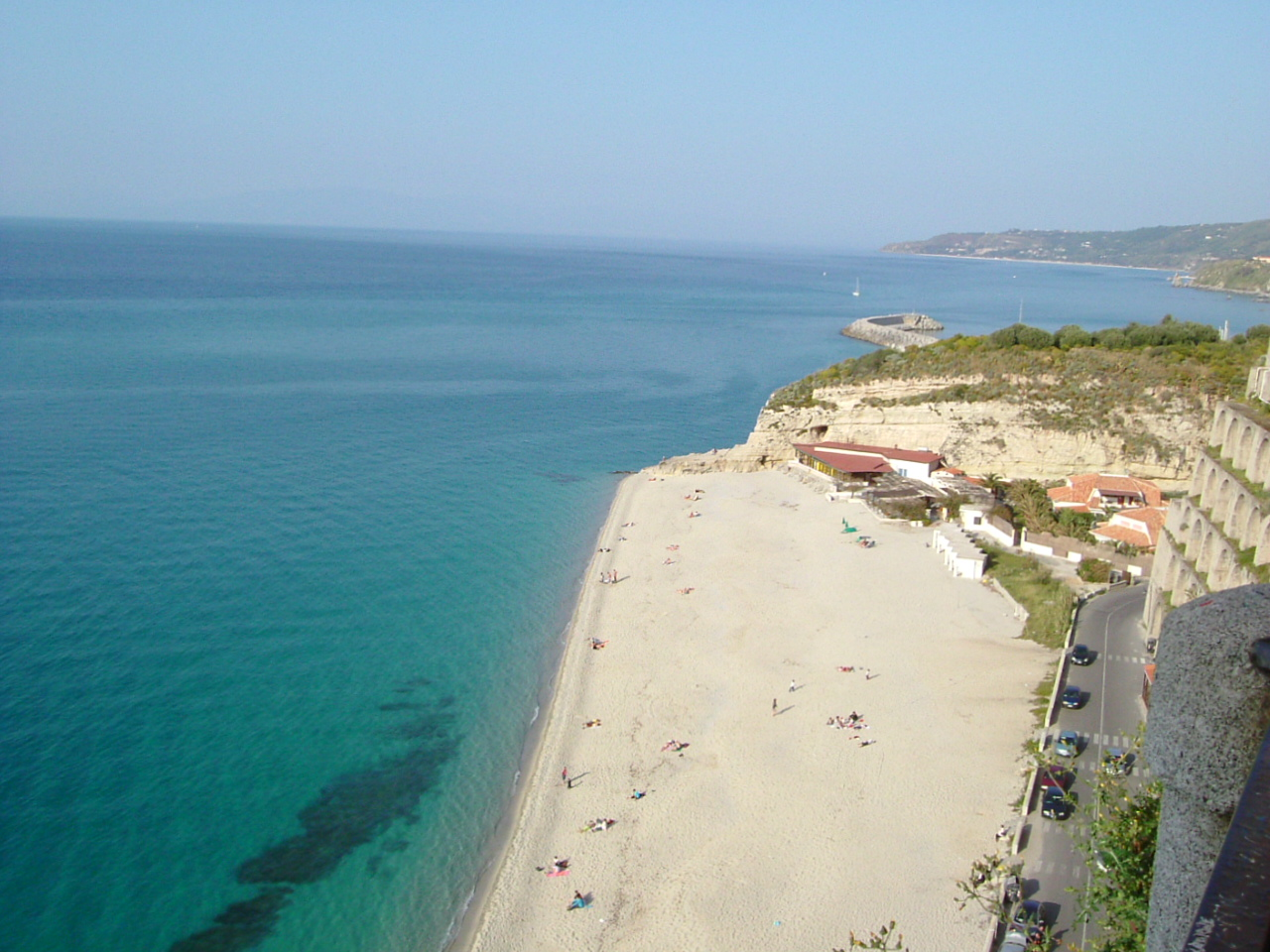
La spiaggia

L'economia locale si basa prevalentemente sul turismo estivo, dagli inizi di giugno alla fine di settembre. Tropea è infatti il centro più importante della Costa degli Dei, riviera che parte dalla città di Pizzo e termina a Nicotera.
Tropea fa parte del club I borghi più belli d'Italia e dal 2020 è stata insignita della Bandiera blu dalla FEE (Fondazione per l’educazione ambientale), che premia le località balneari che si sono distinte per un rigoroso rispetto dei criteri relativi alla gestione sostenibile del territorio e concrete politiche di sostenibilità ambientale.
La ricettività si caratterizza per la presenza di molti b&b all'interno del centro storico (ricavati in palazzi d'epoca), hotel collocati principalmente nella zona nuova della città e qualche campeggio nella zona della marina, dove è possibile alloggiare in tenda o in camper quasi a ridosso delle famose spiagge bianche della città.
Data la piccola estensione territoriale, molte strutture ricettive (villaggi, case vacanze e residence) sono site nei paesi limitrofi, un tempo facenti parte del sistema dei casali di Tropea (Santa Domenica, Capo Vaticano, oggi sotto il comune di Ricadi, Parghelia, Drapia e Zambrone).
Nella versione online del Sunday Times del 14 gennaio 2007 Tropea era considerata tra le venti spiagge più belle d'Europa.
Durante la trasmissione di Rai 3 Kilimangiaro si è inoltre aggiudicata il titolo di Borgo dei Borghi 2021.

## Infrastrutture e trasporti

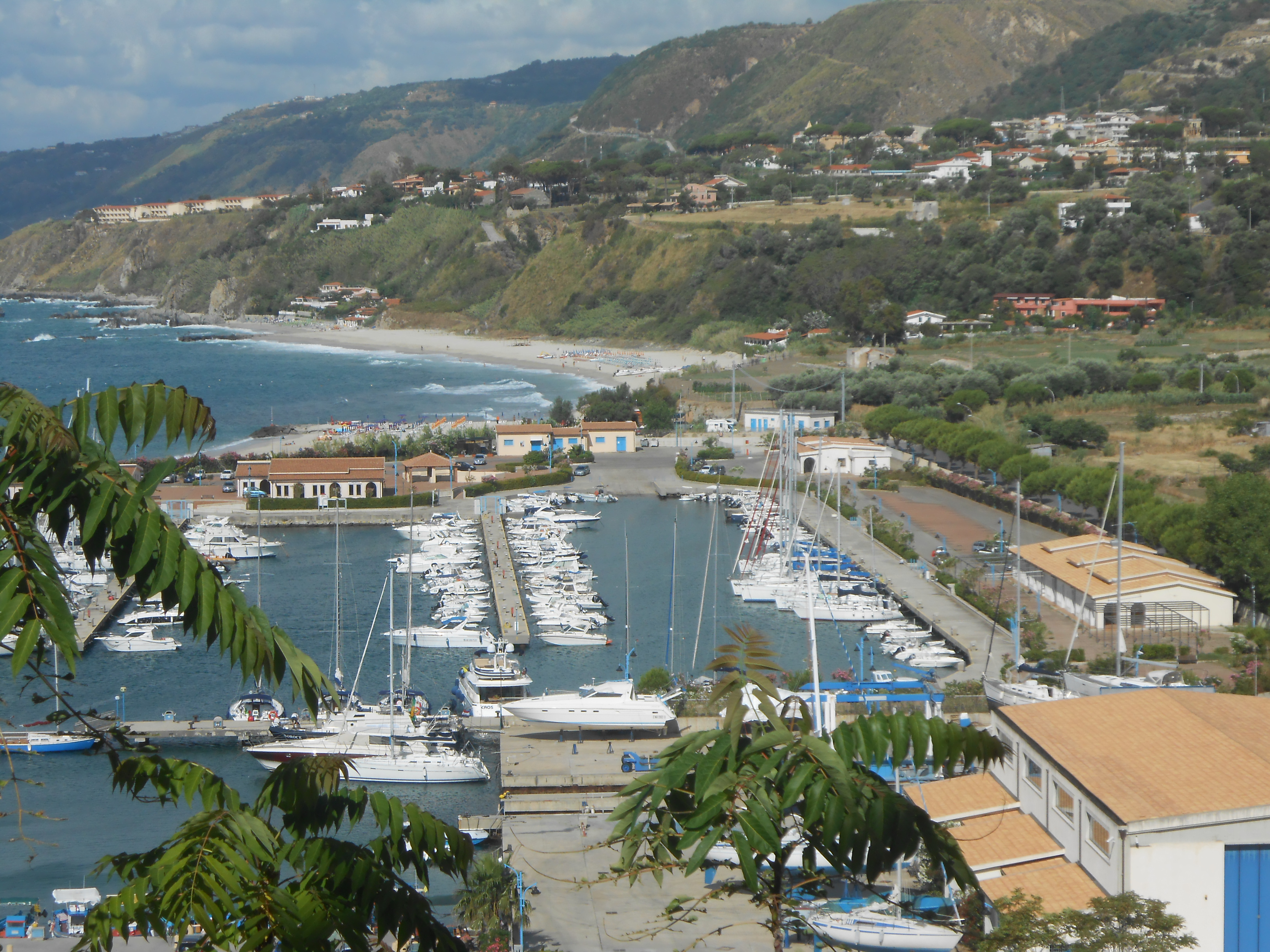
Il porto turistico

### Strade
Tropea è interessata dalla Strada statale 522 di Tropea.

### Ferrovie
Il comune è servito dalla Stazione di Tropea, posta sulla vecchia tratta costiera (detta appunto via Tropea) della ferrovia Tirrenica Meridionale.

### Porti
A Tropea è presente un porto turistico.

## Amministrazione
| Periodo          | Periodo          | Primo cittadino                                                              | Partito                    | Carica                    | Note   |
| ---------------- | ---------------- | ---------------------------------------------------------------------------- | -------------------------- | ------------------------- | ------ |
| 21 novembre 1993 | 16 novembre 1997 | Gaetano Vallone                                                              | lista civica               | sindaco                   |        |
| 16 novembre 1997 | 27 maggio 2002   | Gaetano Vallone                                                              | lista civica               | sindaco                   |        |
| 27 maggio 2002   | 29 maggio 2006   | Domenica Cortese                                                             | lista civica               | sindaco                   |        |
| 29 maggio 2006   | 29 marzo 2010    | Antonio Euticchio                                                            | lista civica               | sindaco                   |        |
| 29 marzo 2010    | 25 maggio 2014   | Adolfo Repice                                                                | lista civica               | sindaco                   |        |
| 25 maggio 2014   | 12 agosto 2016   | Giuseppe Rodolico                                                            | lista civica Tropea futura | sindaco                   |        |
| 12 agosto 2016   | 21 ottobre 2018  | Salvatore Fortuna Francesco Concetto Giuseppe Di Martino Emilio Saverio Buda |                            | commissario straordinario | [ 26 ] |
| 21 ottobre 2018  | 23 aprile 2024   | Giovanni Macrì                                                               | lista civica Forza Tropea  | sindaco                   |        |
| 24 aprile 2024   | in carica        | Vito Turco Roberto Micucci Antonio Calenda                                   |                            | commissario straordinario | [ 26 ] |

### Gemellaggi
- Zvenigorod, dal 2012
- Baunei, dal 2021

## Sport
- L'8 maggio 2005 la 1ª tappa del Giro d'Italia 2005 si è conclusa a Tropea con la vittoria di Paolo Bettini.
- Il 14 maggio 2011 si è replicato con l'arrivo dell'8ª tappa del Giro d'Italia 2011 vinta da Oscar Gatto.
- Tropea ha avuto una squadra di Pallavolo che ha militato nei campionati semi-professionistici.
- La massima categoria raggiunta dall'Associazione Pallavolo Costa degli Dei Tropea è stata la serie B1, nella stagione 2003-2004, sotto la presidenza dell'architetto Nicola Mazzocca, al quale si vorrebbe intitolare il palazzetto, ma il titolo venne ceduto alla Raffaele Lamezia e la squadra locale tornò in serie B2.
- La FCD Tropea fu una squadra calcistica militante fino alla stagione calcistica 2017-2018, la massima categoria raggiunta fu la Prima Categoria nella stagione 2017-2018. I colori sociali furono il bianco e l'azzurro.

### Impianti sportivi
A Tropea è presente uno stadio chiamato "Stadio del Sole".